# Univers primordial

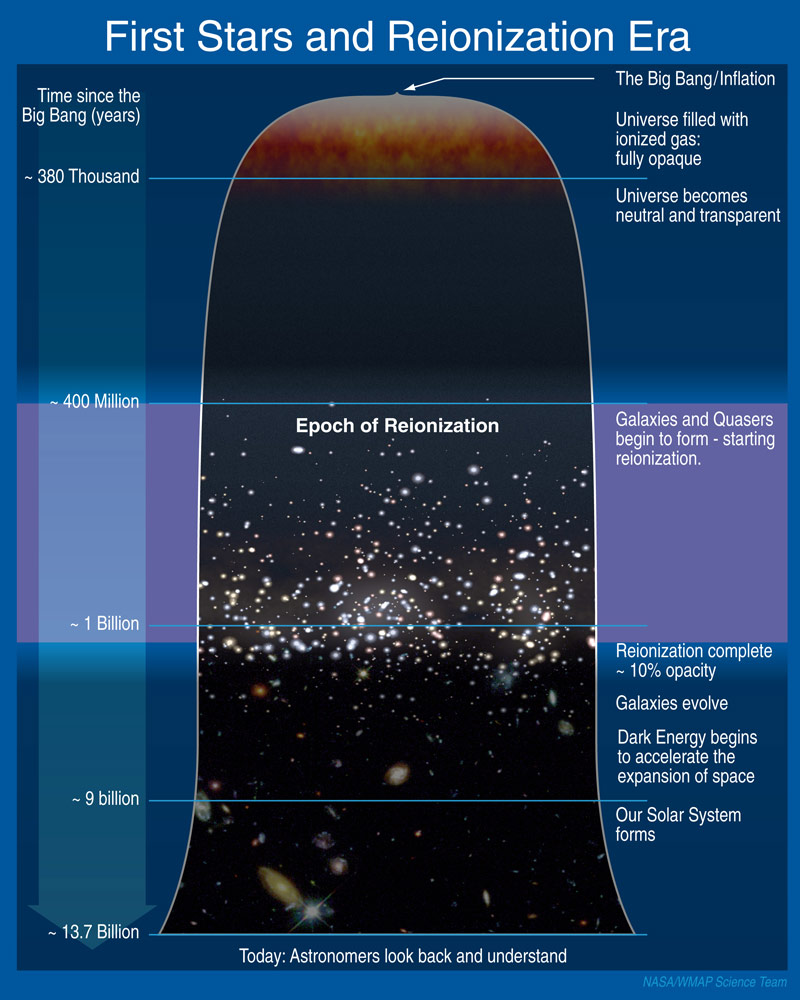
L'univers primordial correspond à la première section de ce diagramme.

Pour l’article homonyme, voir Primordial.
En cosmologie, l'Univers primordial comprend les époques anciennes de l'histoire de l'univers observable, avant la recombinaison, pendant l'ère des photons.
La branche de la cosmologie étudiant cette période est la cosmologie primordiale.  

## Chronologie
Le terme « Univers primordial » englobe les époques denses et chaudes de l'histoire de l'Univers depuis le Big Bang, celle du plasma primordial. Elles incluent en particulier les époques  de la nucléosynthèse primordiale et celles, plus anciennes, où les énergies en jeu étaient supérieures à celles accessibles en laboratoire dans les accélérateurs de particules, comme lors de l'éventuelle phase d'inflation cosmique et de la baryogenèse (voir Frise chronologique du Big Bang). 
Selon les auteurs[Qui ?], la phase dite d'univers primordial se termine peu après la nucléosynthèse. Selon d'autres[Qui ?], elle se continue jusqu'à la recombinaison, c'est-à-dire jusqu'à l'époque d'émission du fond diffus cosmologique. Selon la première définition, l'univers primordial correspond à peu près aux époques où la cosmologie est principalement dominée par la physique des particules, selon la seconde, elle correspond aux époques où aucune structure astrophysique (étoiles, galaxies, amas de galaxies) n'est encore formée.